# مقاطعة لاريمير (كولورادو)
مقاطعة لاريمير (بالإنجليزية: Larimer County)‏ هي إحدى مقاطعات ولاية كولورادو في الولايات المتحدة الأمريكية.